# Спилимберго, Ирина ди
Ирина (Ирена) ди Спилимберго (итал. Irene di Spilimbergo; 17 октября 1538, Спилимберго, провинция Порденоне Фриули-Венеция-Джулия – 17 декабря 1559, Венеция) – итальянская художница и поэтесса эпохи Возрождения.
Продемонстрировала художественные способности в молодом возрасте. В течение двух лет училась у Тициана в Венеции, писала портреты, полотна на исторические и религиозные сюжеты (например, «Бегство из Египта»). Была его последователем. 
Её часто сравнивают с  Софонисбой Ангишолой, другой итальянской художницей эпохи Ренессанса. Из живописных работ ди Спилимберго сохранилось очень мало. В Национальной галерее искусства  в Вашингтоне (США) хранятся две картины её кисти.
Известна благодаря большому сборнику поэтических элегий, опубликованному через два года после её смерти и содержащему 279 итальянских и 102 латинских стихотворения, некоторые анонимные, а другие либо написаны, либо приписываются современным ей деятелям культуры, включая Лодовико Дольче, Торквато Тассо, Тициану, Бенедетто Варки и другим.